# حسن مصبح الحلي
حسن بن محسن بن حسين الحلّي الشهير بـمُصبَّح الحلي (1830 - 1899) شاعر وخطاط عراقي من أهل القرن التاسع عشر م. ولد في مدينة الحلة بجنوبي العراق. أقرأه أبوه أوليات النحو والصرف وغيرهما، ولما بلغ العشرين بعَثَ به لإكمال دراسته إلى النجف، وحين توفي أبوه رجع إلى الحلة. احترف النيابة في الحج، ونسخ الكتب وتجليدها، كما كان يقيم الصلاة جماعة في محلة التعيس في الحلة. توفي فيها، ودفن في مدينة النجف. وصف بأنه كان عزيز النفس أبيًا، لم يتكسّب بشعره رغم ضيق ذات يده. له ديوان شعر بلغ عدد أبياته خمسة عشر ألف بيت من الشعر، كلها من الرصين المحكم.

## سيرته

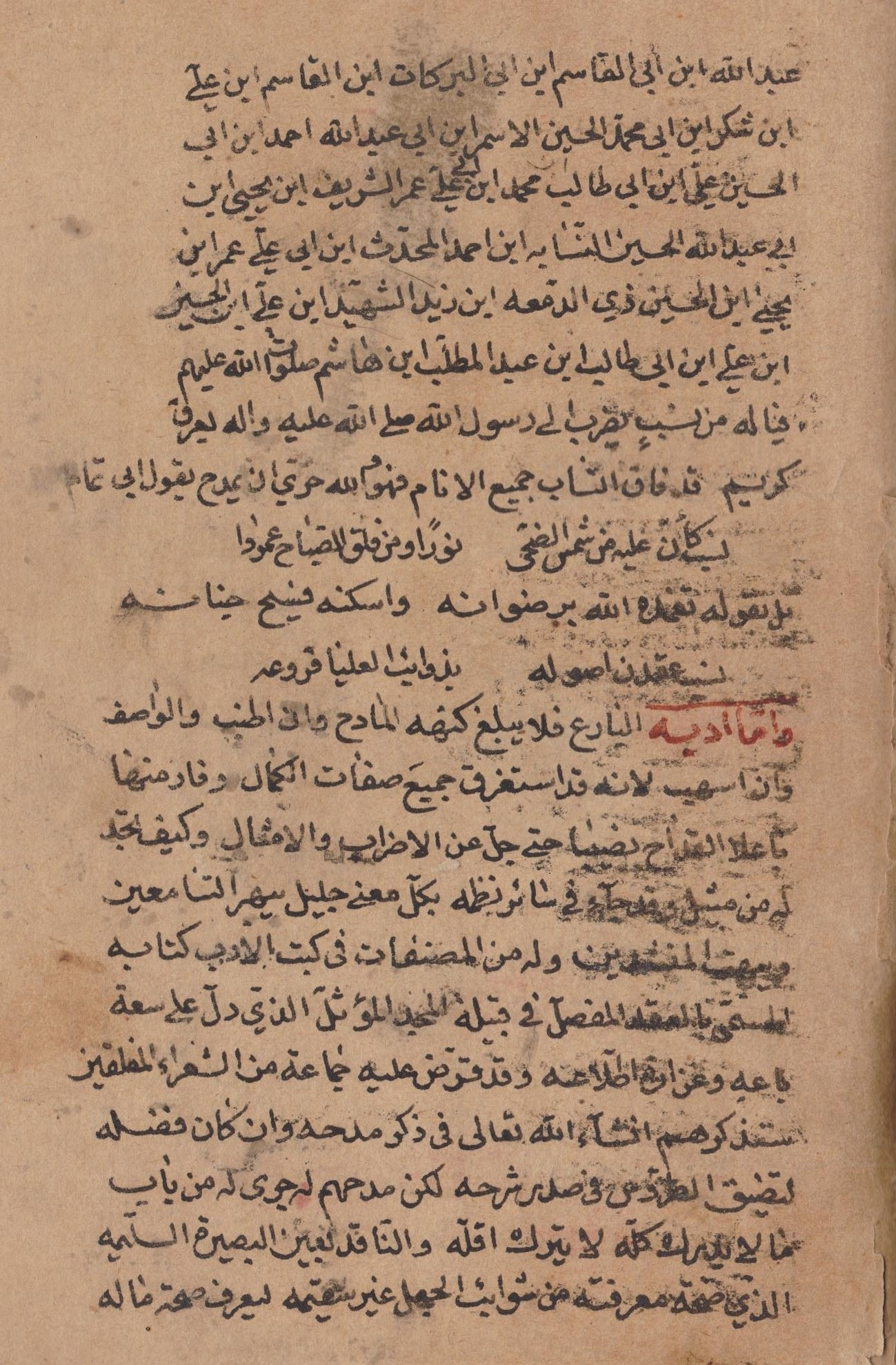
ورقة من ديوان حيدر الحلي بخط حسن مصبح الحلي.

هو حسن بن محسن بن حسين الشهير بمصبح الحلي، ولد في الحلة بحدود 1246 هـ/ 1830م ونشأ بها وقرأ على أبيه الأوليات من نحو وصرف وغيرهما، ثم قصد النجف لتحصيل العلم. ولما توفي والده رجع إلى الحلة، وكان ضيق العيش وكان سبب معيشته من نيابة الحج، وصف بأنه «كان خيراً ديناً مرموقاً موثوقاً». حجّ خمساً وعشرين حجة تعرف خلالها على آل رشيد ومدحهم ولم يقبل اكرامهم وهداياهم. «فقد كان على جانب عظيم من عزة النفس وعلو الهمة، لطيف المحاضرة، حسن المحاورة، فاضلاً لبيباً وشاعراً أديباً كثير النظم.» 

توفي في الحلة سنة 1317 هـ / 1899 م ونقل جثمانه إلى النجف حيث دفن. 

## شعره
قال عنه عبد العزيز سعود البابطين في معجمه «شاعر تقليدي، ثقافته اللغوية واسعة، يميل إلى القوافي الصعبة، كالضاد، والطاء، والهاء، كما يميل إلى صياغة الحِكَم واختيار التراكيب العسرة.» له ديوان جمعه بنفسه وكتبه بخطه بلغ خمسة عشر ألف بيت، أكثره في مدائح ومراثي لأهل البيت، ومن أقسامه ما أطلق عليه العراقيات، ثم الحجازيات ويشمل ما نظم خلال أسفاره إلى الحجاز، وضمنه مفاكهاته مع العلماء والأدباء، ثم النجديات ويشمل ما خص به آل الرشيد - أمراء حائل - من المدائح؛ هذه الأقسام الثلاثة مجاراة لأقسام ديوان أبو المظفر الأبيوردي من شعراء القرن الخامس الهجري. وقد ذكر مترجموه عدة نسخ من ديوانه، وذكروا أنه خلف ثلاث روضات: في مدح الإمام علي، وفي مراثي الحسين، وفي الغزل. وفي مايو 2019 صدر عن مركز تراث الحلّة التابع لقسم شؤون المعارف الإسلامية والإنسانية في العتبة العباسية، ديوانه بجزأين من تحقيق مضر سليمان الحِلِّيّ.  من شعره لعِبَ التصابي :

## وصلات خارجية
- في معجم البابطين